# Vakantiehits
Vakantiehits is het tweede verzamelalbum van K3.
Op het album staan tien nummers. In de Nederlandse Album Top 100 stond het album op plaats nummer 92.
Het album stond een week in de Album Top 100. In de Vlaamse Ultratop 50 kwam het album niet binnen.

## Tracklist
1. Heyah Mama
2. Kusjesdag
3. Tele-Romeo
4. Kuma He
5. Liefdekapitein
6. Frans Liedje
7. Hippie Shake
8. Papapa
9. Yippee Yippee
10. Dokter Dokter